# ألكس فاليجو
ألكس فاليجو (بالإسبانية: Alexander Vallejo Minguez) هو لاعب كرة قدم إسباني، ولد في 16 يناير 1992 في فيتوريا-غاستيز في إسبانيا. لعب مع ديبورتيفو ألافيس وريال مايوركا ب وريال مايوركا ونادي سيستاو ريفر.

## وصلات خارجية
- ألكس فاليجو على موقع قاعدة بيانات كرة القدم.إي يو (الإنجليزية)
- ألكس فاليجو على موقع Soccerway.com (الإنجليزية)
- ألكس فاليجو على موقع عالم كرة القدم.نت (الإنجليزية)
- ألكس فاليجو على موقع AS.com (الإسبانية)